# Red, Hot and Blue
Red, Hot and Blue is een Amerikaanse muziekfilm uit 1949 onder regie van John Farrow.

## Verhaal
De zangeres Eleanor Collier wil een ster worden op Broadway. Ze krijgt een rol in een voorstelling, die door criminelen wordt gefinancierd. Als ze getuige is van de moord op een van de geldschieters, zit ze zelf in de problemen.

## Rolverdeling
| Acteur           | Personage         |
| ---------------- | ----------------- |
| Betty Hutton     | Eleanor Collier   |
| Victor Mature    | Danny James       |
| William Demarest | Charlie Baxter    |
| June Havoc       | Sandra            |
| Jane Nigh        | Angelica Roseanne |
| Frank Loesser    | Lempke            |
| William Talman   | Bunny Harris      |
| Art Smith        | Laddie Corwin     |
| Raymond Walburn  | Alex Ryan Creek   |
| Onslow Stevens   | Kapitein Allen    |
| Barry Kelley     | Luitenant Gorman  |
| Jack Kruschen    | Steve             |
| Joseph Vitale    | Carr              |
| Percy Helton     | Mijnheer Perkins  |
| Ernő Verebes     | Ober              |